# Tormestorp
Tormestorp is een plaats in de gemeente Hässleholm in Skåne de zuidelijkste provincie van Zweden. De plaats heeft 1337 inwoners (2005) en een oppervlakte van 192 hectare.

## Verkeer en vervoer
Bij de plaats loopt de Riksväg 23.